# Eois inflammata
Eois inflammata là một loài bướm đêm trong họ Geometridae.